# Шайхинуров, Салават Муллаханович
Салават Муллаханович Шайхинуров (баш. Салауат Муллахан улы Шәйхинуров, род. 20 апреля 1970, Нефтекамск, Башкирская АССР 
) — российский художник-аниматор, дизайнер, художник-постановщик мультсериала «Смешарики» и арт-директор проекта «Смешарики».
В 2001 году нарисовал 12 забавных круглых персонажей, девять из которых превратились в смешариков — самых популярных и узнаваемых отечественных мультгероев.
Член Союза дизайнеров России (2008), член Союза художников России (2009). Лауреат Государственной премии Российской Федерации области литературы и искусства (2008).

## Образование
- 1985—1989 — училище искусств, живопись, дизайн (г. Уфа).
- 1990 — диплом художника-аниматора (г. Алма-Ата).
- 1990 — студия «Панорама», курсы анимации (г. Санкт-Петербург).
- 1991 — Варшавская Академия Изящных Искусств — архитектура, станковая графика, иллюстрация, г. Варшава, Польша.
- 1993 — Академия Сан-Люк — искусство комиксов, г. Брюссель, Бельгия.
- 1989—1995 — Художественно-промышленная академия им. Мухиной — средовой дизайн, г. Санкт-Петербург.

## Работа
- 1987—2001 — сотрудничество с комикс-студией «Муха», четыре журнала комиксов «Мистер Уфик», г. Уфа.
- 1988 — анимационная студия, г. Уфа.
- 1989—1994 — журнал «Светлячок», г. Уфа.
- 1991 — студия «Анимекс», г. Санкт-Петербург.
- 1991 — практика — дизайн-студия «Идея», г. Варшава, Польша.
- 1992 — издательство «Вяйнола», проект комиксов «Мальчик с зелёными волосами».
- 1992—1997 — портреты, дизайнер — Франция, Бельгия, Польша.
- 1993 — практика, студия «Штрумф», художник-комиксист, г. Брюссель, Бельгия.
- 1994—1995 — ведущий передачи «Разноцветная собака» — 5-й канал, г. Санкт-Петербург.
- 1995—1996 — рекламное агентство «Прайм» (творческая группа).
- 1997— журнал «СПб фотограф», дизайнер.
- 1997—1999 — фирма «Твоя игра». Разработка и производство семи проектов, двух брендов по книгам «Волкодав» и «Владигор», проекта из двенадцати книг-комиксов «Волкодав», издательство «Азбука».
- 1999—2001 — издательство «Палетти», открытки, Финляндия.
- 1997—1999 — фирма «Твоя Игра», арт-директор (настольные игры, комиксы).
- 1999—2002 — ООО «Фан Гейм», арт-директор (настольные и компьютерные игры).
- 2003—наст. время — ООО «Смешарики», арт-директор, художник-постановщик студии анимации «Петербург».
- 2008—2009 — Смешные праздники, художник-постановщик (в титрах — Салават Шайнутдинов).

## Прочее
В интервью признавался: «Иногда я ощущаю себя Нюшей».
Я себя ощущаю практически всеми персонажами по очереди, иногда даже Нюшей. В конце концов, смешарики такие же, как мы — живут по-настоящему и хотят быть счастливыми.